# Клерак
Клера́к (фр. Clérac) — коммуна во Франции, находится в регионе Пуату — Шаранта. Департамент коммуны — Шаранта Приморская. Входит в состав кантона Монгион. Округ коммуны — Жонзак.
Код INSEE коммуны — 17110.

## Население
Население коммуны на 2010 год составляло 932 человека.
| 1962 | 1968 | 1975 | 1982 | 1990 | 1999 | 2010 |
| ---- | ---- | ---- | ---- | ---- | ---- | ---- |
| 1271 | 1143 | 1132 | 1097 | 961  | 942  | 932  |